# Give a Little Bit
Give a Little Bit è un singolo del gruppo musicale britannico Supertramp, pubblicato nel 1977 ed estratto dall'album Even in the Quietest Moments....
Il brano è stato scritto da Rick Davies e Roger Hodgson.

## Tracce
- 7"

1. Give a Little Bit – 3:20
2. Downstream – 4:00

## Formazione
- Roger Hodgson – chitarra acustica a 12 corde, chitarra elettrica, voce, cori
- Dougie Thomson – basso
- Bob Siebenberg – batteria, tamburello, maracas, vibraslap
- Rick Davies – clavinet, piano, cori
- John Helliwell – sassofono alto, cori

## Cover dei Goo Goo Dolls
Il gruppo musicale statunitense Goo Goo Dolls ha inciso la cover della canzone, pubblicandola come singolo nel 2004 in promozione dell'album Live in Buffalo: July 4th 2004. Tuttavia la canzone è stata anche inclusa nell'album Let Love In, uscito nel 2006.

### Tracce
- CD

1. Give a Little Bit – 3:35
2. Sympathy – 2:58
3. Give a Little Bit (Acoustic version) – 3:35

## Curiosità
È possibile ascoltare un frammento del brano in una scena del film del 1978 Superman, con Christopher Reeve: la canzone passa in radio mentre Lois Lane (interpretata da Margot Kidder), alla guida della sua auto, si ferma presso una stazione di rifornimento nel deserto della California.